# ویکتور هربننیکوف
ویکتور هربننیکوف (انگلیسی: Viktor Hrebennikov؛ زادهٔ ۱۷ مارس ۱۹۸۶) ورزشکار روئینگ اهل اوکراین است.

## حرفه
وی همچنین از قایقرانان روئینگ بازی‌های المپیک تابستانی ۲۰۱۲ بوده است.